# Autofàgia

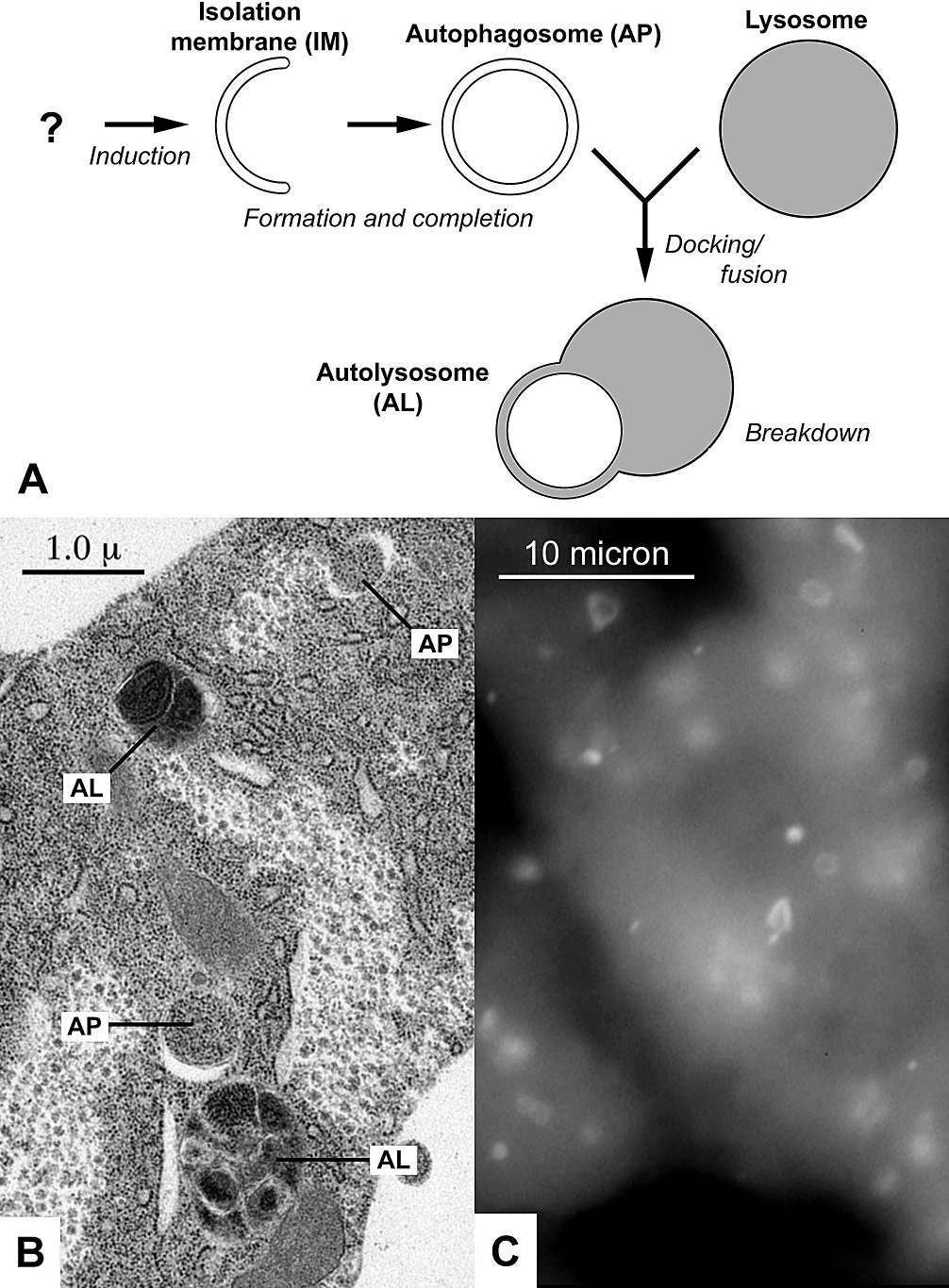
(A) Diagrama d'una autofàgia; (B) Micrografia electrònica d'estructures autofàgiques en el greix corporal d'una larva de mosca de la fruita; (C) Autofagosomes marcats amb fluorescència en les cèl·lules hepàtiques de ratolins.

L'autofàgia és un procés catabòlic altament conservat en eucariotes, en el qual el citoplasma, incloent-hi l'excés d'orgànuls o aquells deteriorats o aberrants, són segrestats en vesícules de doble membrana i alliberats dins el lisosoma o vacúol per a la seva descomposició i eventual reciclatge de les macromolècules resultants. Aquest procés té un paper essencial en l'adaptació al dejuni i a les condicions ambientals canviants, a la remodelació cel·lular durant el desenvolupament i acumulació d'orgànuls alterats hipergeneradors d'espècies reactives d'oxigen (ROS) en les cèl·lules en envelliment.
Durant l'autofàgia es formen, com s'ha dit, vesícules de doble membrana anomenades autofagosomes que capturen material citoplasmàtic i el transporten fins als compartiments acídics (vacúol en el cas de llevats o lisosomes en el cas de cèl·lules de mamífers), on són degradats per enzims hidrolítics. Una vegada que els autofagosomes han fusionat amb els lisosomes, les vesícules resultants (ja de membrana simple) passen a dir-se autolisosomes. En els mamífers, l'autofàgia és un esdeveniment constitutiu que regula el creixement cel·lular, el desenvolupament i l'homeòstasi. Mentre que en llevats, l'autofàgia és induïda sota condicions d'estrès cel·lular, com ara, la manca de nutrients, l'augmentació de la temperatura o l'estrès oxidatiu. Els estudis més recents insinuen que l'autofàgia, a part de constituir un procés reparatiu, està implicada en fenòmens de mort cel·lular. Aquests fenòmens han estat anomenats "processos de mort tipus II" (no apoptòtica).
El terme «autofàgia» va ser encunyat pel bioquímic belga Christian de Duve el 1963. La recerca contemporània es va encetar en la dècada de 1990 amb la identificació en llevats dels gens relacionats amb aquest procés.
L'octubre de 2016, un dels recercadors, Yoshinori Ohsumi, va rebre el Premi Nobel de Medicina per les seves recerques en aquest camp de la coneixença.

## Etimologia
Autofàgia deriva de les arrels gregues auto (hom mateix), i phagos (menjar). Segons el sistema a través del qual els substrats de degradació arriben al lisosoma, distingim 3 tipus d'autofàgia: macro-autofàgia, que és el camí principal, i s'utilitza principalment per a erradicar orgànuls de cèl·lula fets malbé o alguna proteïna no utilitzada, micro-autofàgia, que implica la immersió directa de material citoplasmàtic dins el lisosoma, i autofàgia mediada per xaperones (CMA per les seves sigles en anglès), un subtipus d'autofàgia altament específic per a proteïnes citosòliques que contenen una seqüència senyal del tipus KFERQ-like.

## Funcions
L'autofàgia s'ha relacionat amb proliferació, diferenciació, resposta immunitària contra patògens, càncer, apoptosi i també s'ha proposat com una eina que permet a la cèl·lula d'obtenir energia, àcids grassos i aminoàcids i sobreviure en condicions adverses. Un mecanisme d'autofàgia deficient és també causant de diferents malalties neurodegeneratives.

## Mecanisme molecular
En els llevats, els gens que participen en l'autofàgia són dits Atg (1-16) i la major part tenen els seus respectius gens "ortòlegs" en cèl·lules de plantes, protists i mamífers, com seria l'exemple de la Beclina-1, una de les proteïnes més estudiades en aquest procés i que representa l'ortòleg humà de l'Atg6. Els autofagosomes en llevats tenen un diàmetre de 300 a 900nm, mentre que en cèl·lules de mamífers són més grossos (1000 a 1500nm).
La biogènesi d'aquestes vesícules és regulada per dos sistemes dits UBL (de l'anglès ubiquitin-like systems). El primer sistema conjuga l'Atg5 amb l'Atg12, formant el complex Atg5-Atg12. El segon conjuga l'Atg8 amb la fosfatidiletanolamina; aquesta modificació permet que una proteïna citosòlica com l'Atg8 s'uneixi a la membrana dels autofagosomes fins que aquests són degradats, fent de l'Atg8 el marcador autofagosomal per excel·lència. La fosfolipidació de l'Atg8 és regularment monitoritzada amb la tècnica Western blot utilitzant gels de poliacrilamida suplementats amb 6M d'urea, en els quals es pot destriar perfectament la proteïna de membrana de la proteïna del citosol.